# Gamochaeta antarctica
La maleza antártica (Gamochaeta antarctica) es una especie de planta con flor en la familia Asteraceae. Es endémica de las irredentas islas Malvinas.

## Descripción
Sus hábitats son arbustales templados. Está amenazada por pérdida de hábitat.

## Taxonomía
Gamochaeta antarctica fue descrita por (Hook.f.) Cabrera   y publicado en Flora Patagónica 8(7): 125. 1971.
Sinonimia
- Gnaphalium antarcticum Hook.f. basónimo[3]